# Dům U Černého orla (Litoměřice)
Dům U Černého orla (zvaný též Divišovský či Králův hrádek a dnes i Hotel Salva Guarda) v Litoměřicích je jednou z nejvýznamnějších nemovitých kulturních památek dokládajících měšťanskou raně renesanční architekturu tohoto města. Dům je považován za jedno z prvních hotelových zařízení ve střední Evropě.

## Historie
Dům U Černého orla byl ve 14. století založen jako gotická stavba určená pro rodinu Dionýsia Housky. Mezi roky 1560 a 1564 byl renesančně přestavěn pro rodinu Divišovských italským architektem Ambroggio Ballim zvaným Vlach. Později dům odkoupil královský rychtář Šimon Petr Oulík z Třebenic. V roce 1628 císař Ferdinand II. osvobodil dům od daní a nechal ho zapsat do zemských desek. V roce 1650 mu císař Ferdinand III. udělil výsadu rytířského sídla s označením Salva Guarda, které mělo dům chránit před případným válečným plundrováním. Od té doby byl dům zván Králův hrádek. V roce 1726 ho rodina Oulíků prodala městu, které zde zřídilo kasárna (1748) a později městský úřad (1850). Po 2. světové válce zde město zřídilo oděvní manufakturu a obchod. Nezbytná generální oprava domu proběhla v letech 1952–1961, při ní byla na domě odkryta renesanční sgrafita.

## Stavební vývoj
Dům U Černého orla je rohová, dvoupatrová stavba se zalomeným průčelím. Původní pozdně gotický dům byl v 60. letech 16. století přestavěn ve stylu italské renesance, zatímco interiérové úpravy, společně s opravou podloubí, byly provedeny v roce 1834. Celková rekonstrukce objektu byla uskutečněna v období mezi 1952 a 1961. 
Renesanční přestavbu domu provedl litoměřický stavitel italského původu Ambroggio Balli, zvaný Vlach, který ve městě působil asi od roku 1556. V Litoměřicích také v květnu 1576 umřel po smrtelném poranění sochorem, jež mu způsobil jakýsi Bartoň, co vodu měřil. V započaté práci pokračoval jeho bratr působící v Litoměřicích snad až do roku 1597.

### Exteriér a interiér palácového domu
Nejpozději od roku 1556 v Litoměřicích působili zedníci, stavitelé a štukatéři ze severní Itálie a dnešního Švýcarska. Ti realizovali Balliho projekt přestavby Domu U Černého orla, včetně jeho sgrafitové výzdoby. Původně dvoupatrový dům dostal slepé atikové patro s členitými volutovými štíty a okny s původním kamenným ostěním. Při renesanční přestavbě palácového domu bylo ve směru do náměstí přistavěno podloubí, kde je nyní umístěna busta filipínského spisovatele a politika José Rizala, kterou zhotovil akademický sochař Libor Pisklák. Při své cestě po Evropě v květnu 1887 Rizal navštívil také Litoměřice, kam ho pozval Ferdinand Blumentritt, ředitel litoměřického reálného gymnázia, který přeložil Rizalův román Noli Me Tangere.

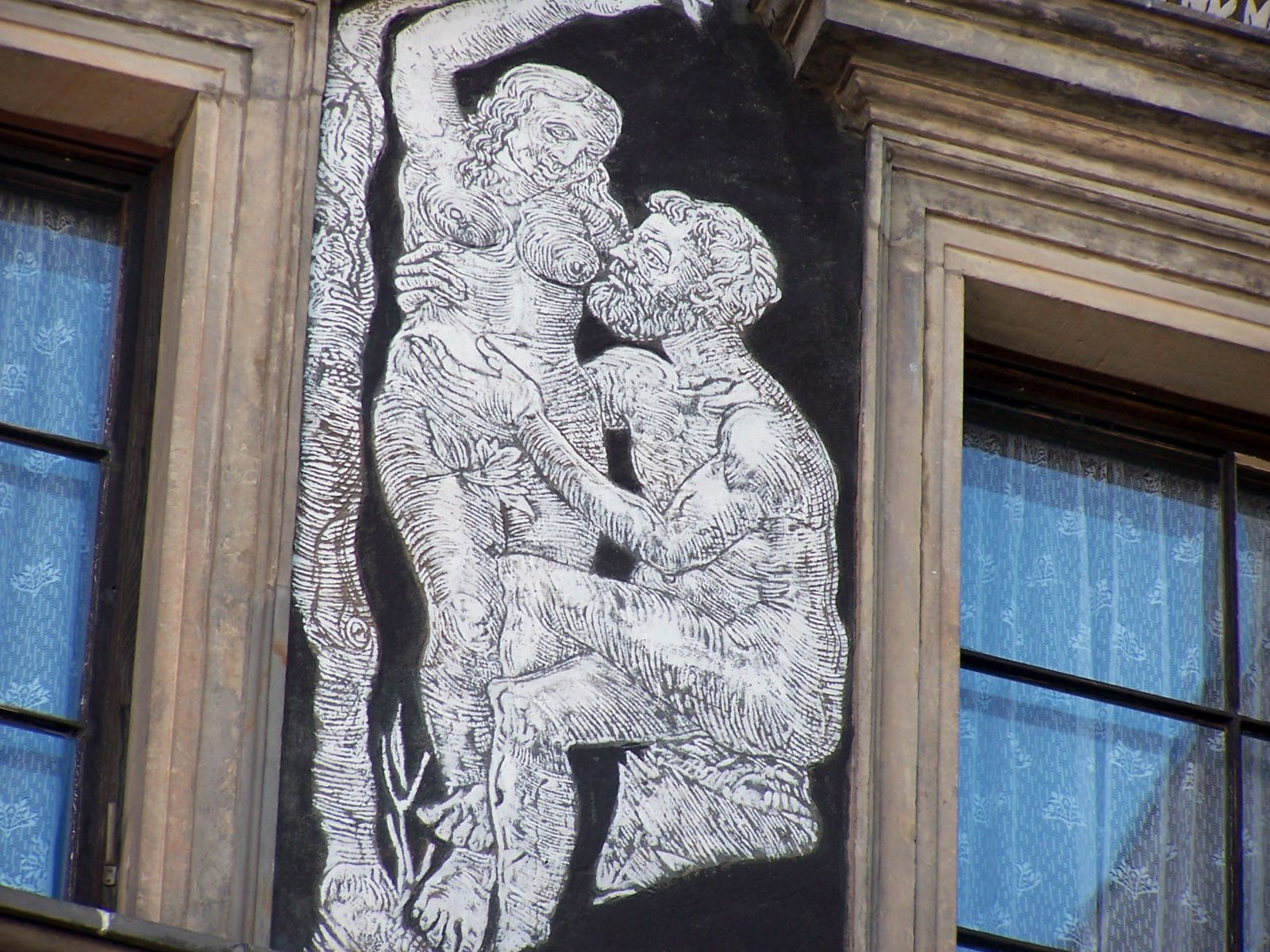
Adam a Eva (60. léta 16. století; figurální sgrafito na jižní fasádě)

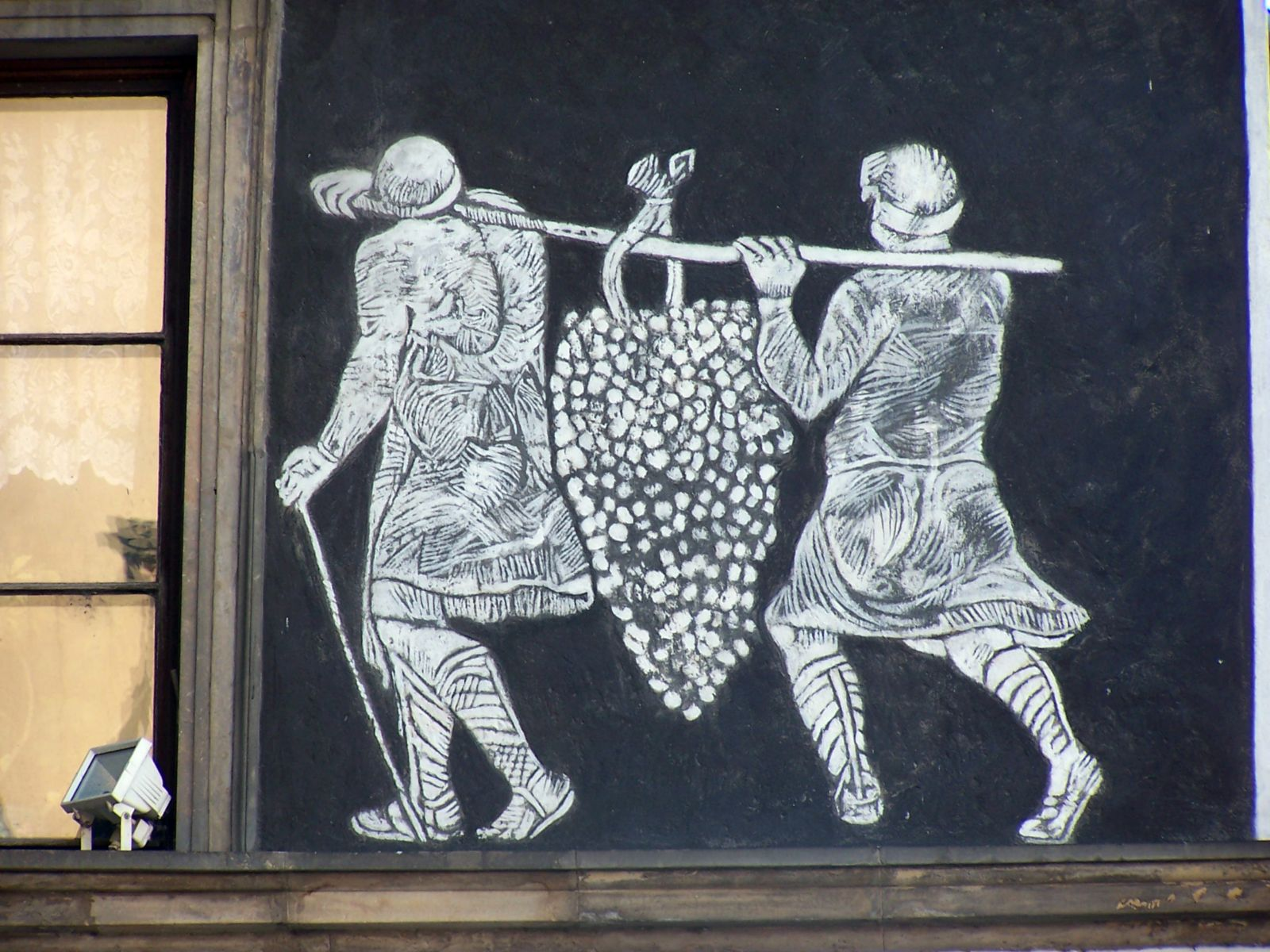
Zvědové se vracejí ze Země zaslíbené (60. léta 16. století; figurální sgrafito na západní fasádě)

Dům má v přízemí sgrafitové kvádrování, nad ním ornamentální vlys a na úrovni pater jsou umístěna figurální sgrafita s biblickými motivy. V přední části interiéru přízemí jsou renesanční hřebínkové klenby, v zadní části přízemí klenby pozdně gotické. V patrech jsou stropy ploché.
Dům U černého orla má vlastní dvůr, na jehož konci se nachází Městské divadlo Karla Hynka Máchy s básníkovou sochou. Naproti Domu U Černého orla je v Jezuitské ulici barokní kostel Všech svatých a proti němu radnice ve stylu rané saské renesance. 